# Far de la Banya (Tarragona)
El Far de la Banya és una obra de Tarragona protegida com a Bé Cultural d'Interès Local.

## Descripció
A l'extrem del dic de Llevant es conserva el Far primitiu del port de la ciutat que estava en funcionament fins al 1984. Fou substituït pel nou far de formigó construït el 1975. La ubicació actual i la seva conservació es degué a l'acció de la Comissió Estatal de Fars que el considerà al 1990 símbol identificatiu del Port de Tarragona. En l'actualitat la seva funció és exclusivament cultural. L'emplaçament d'un petit restaurant a l'habitatge primitiu no fou viable des del punt de vista econòmic.
Està format per una torre de ferro que descansa una base de set estaques. Destaca la seva disposició cònica i la cúpula de coure a la part superior. La llum és de color groguenca. Les dimensions de les estaques són de 4'50 m, la torre de 12'20 m, i el llanternó de 3'50 m.
La part més interessant és la zona destinada a la casa del farer. La forma hexagonal generà una distribució en planta de tres triangles. A diferència del llanternó, a la part de la casa existia una llum blanca fixa.
Al catàleg dels fars del litoral mediterrani de la província de Tarragona destaca junt amb el de l'illa de Buda i el far situat a la platja del Fangar.